# ديفيد إم. ويلسون
ديفيد إم. ويلسون (بالإنجليزية: David M. Wilson)‏ هو مؤرخ الفن وعالم إنسان وأستاذ جامعي بريطاني، ولد في 30 أكتوبر 1931 في Dacre, North Yorkshire ‏ في المملكة المتحدة.

## وصلات خارجية
- ديفيد إم. ويلسون على موقع ديسكوغز (الإنجليزية)